# Arizona Junior
Arizona Junior – amerykański film fabularny (komedia kryminalna) z 1987 roku.

## Główne role
- Nicolas Cage – H.I.
- Holly Hunter – Ed
- Frances McDormand – Dot
- John Goodman – Gale
- Randall Cobb – Leonard Smalls